# MY BROTHER, MY SISTER, AND I
My Brother, My Sister, and Iは、1994年に出版された、ヨーコ・カワシマ・ワトキンズ (Yoko Kawashima Watkins) の小説 (Watkins 1994)。
第二次世界大戦終戦直前に北朝鮮の羅南から引上げた一家の苦労を描いた作品 『So Far From The Bamboo Grove (竹林はるか遠く) 』（1986年出版）の続編。
アメリカとカナダで出版されており、本文は英語で記述されている。
初作と続編の間の期間がかなり空いているが、初作の『So Far From The Bamboo Grove 』の後、兄・姉や父がどうなったか知りたいとの読者の便りが続々と届いたものの、苦しい思い出であり、本人はもともと続編を書くつもりはなかったという。しかし、一人の少年からの手紙をきっかけに続きを書くことにしたとされる。この作品で、父と兄は初作出版前に既に日本で亡くなっていたこと、姉は作者とは別にアメリカに来て、アメリカで結婚、アルツハイマーとなった夫を世話していることが述べられている。
『続・竹林はるか遠く 兄と姉とヨーコの戦後物語』という邦題で、2015年に日本語版がハート出版から刊行された。

## あらすじ
14歳になった擁子は、京都の嵯峨野女学校へ通い続ける。増田夫妻から経営する会社の物置小屋である4畳の部屋を借り、きょうだい3人で暮らしていた。しかしある日、放火により住居を失う。この火災で姉が、母の遺灰と家宝を取りに行った際に階段から落ちる。姉は全身を骨折し9ヶ月間入院、擁子は病院で兄と一緒に看病しながら暮らす。この姉の入院費用を稼ぐために、兄は昼間工事現場で働き、夜間は病院の警備員の仕事につく。擁子も子供服を作って売ったり、農家の仕事を手伝ったり、蚕の研究のアルバイトを夏休みに行うなど、絶えず家族のために働いた。
一方で、火事で亡くなった増田夫妻の姪のジュンコに、放火・殺人・窃盗の罪を着せられる。学校では、泥棒とののしられ、差別を受ける。しかし警察官と医師と検視官は、姉妹は犯人では無いと判断し、真犯人の捜査を行う。偶然にも、擁子がジュンコと仲の良かった、ゴロウとモリタが犯人だとつきとめる。ジュンコが、叔父たちが、財産を自分に相続せずに、障害のある子供たちへ寄付しようとしていたのを知り、保険金をかけて、3人で共謀していたことが後に分かる。
姉が退院後は、きょうだいは橋の下で野宿を始める。しかし、周辺は浮浪者であふれ、睡眠不足と疲労がたまる。姉が右膝の状態が悪化して高熱を出し、急遽手術を受けるが、生涯膝を曲げられないと医師に宣告をうける。そんなとき、病院で仲良くなったミナト夫妻の好意で、夫妻宅のひと部屋を借りることになる。そのさなかシベリアに抑留中の父から母宛に青森へ手紙が届く。京都の住所に転送してもらうが、内容が事前閲覧されて墨で黒く塗りつぶされており、かろうじて「そう長くならない内に帰るだろう」という文字だけ解読できた。1948年12月、擁子は、政府が全額出資する京都大学内にできた試験的な英語強化プログラム、「ENGLISH VILLAGE POGRAM」へ奨学金を受け受講する。京都近辺から35人が選ばれた、1949年2月、嵯峨野女学校を卒業、「English VillageE Program」も1950年春には修了する。そして1950年の秋、引揚げた父とついに再会を果たす。

## 登場人物
川嶋擁子 (かわしま ようこ)
主人公で作者。14歳の少女。戦時中、現在の北朝鮮の咸鏡北道にある羅南で育ったため、兄妹3人とも朝鮮語が堪能である。国から奨学金を受けて京都大学のEnglish Village Programを修了後、父と青森へ戻り、1952年から1954年まで、三沢基地で通訳として勤務。米兵の若者、ドナルド・ワトキンス (Donald Watkins) と結婚後渡米。5人の子供がいる。
川嶋好 (かわしま こう)
擁子の姉。女学生。19歳。身長180cm。裁縫が得意で、捨てられた布で商品を作り家計を助ける。東京の大妻女子大学で学位を取得後、父と暮らしながら高校で家政学を教える。1968年に渡米し、擁子と合流。洋裁店をマサチューセッツ州ケンブリッジに作る。ジョージ・パッテン(George Patten)と結婚し、14年間の結婚生活を送る。
川嶋淑世 (かわしま ひでよ)
擁子と好の兄。21歳。父と再会後も、ミナト家に住み続ける。病院の夜間警備の仕事を続け、京都外国語大学を卒業後、高校の図書館館長になる。結婚後は14歳と5歳の息子をつれて、好と妻と一家で渡米して遊びに行った際、擁子にどうやってナナムから帰ってきたのか聞かれて答えた5ヵ月後に死去、天国の父母と合流。
川嶋良夫 (かわしま よしお)
擁子達の父。旧満州鉄道の高い地位にあったため、戦後シベリアに6年間抑留された後、帰国し、子供たちと再会。帰国後は故郷へもどってシベリア抑留による恩給分も含む年金生活を送る。1966年死去。出身は青森。
川嶋サキ
擁子達の母。帰国後に京都駅で病死。出身は青森。
内藤 (ないどう) さん
擁子が通う嵯峨野女学院の用務員で唯一の友達。擁子を気遣い、励ます。吃音がある。1975年死去。
増田 (ますだ) 夫妻
京都の下駄会社を経営。親切心で、擁子たちに会社の物置小屋を部屋として貸すが、ある日ゴロウ達に殺害され、工場と物置小屋が全焼する。
増田純子
増田夫妻の姪。擁子が見た見た目は35歳位。朝鮮から逃げてきた後、東京に在住。ゴロウたちと共謀して増田夫妻を殺害。擁子たちを犯人に仕立て上げて、保険金を騙し取ろうとした。
ゴロウ
増田夫妻の会社で支配人として雇われていたが、職務怠慢と虚偽報告のためクビになる。その逆恨みから増田夫妻を殺害し、金庫ごと会社の金を盗み、灯油をまいて放火する。
森田
ゴロウの知り合い。ゴロウたちと共謀して増田夫妻を殺害し、金を奪い、放火する。
星山清子 (ほしやま きよこ)
擁子のクラスメイトであり、擁子いじめの中心的存在。裕福な家庭で甘やかされて育っており、見せびらかす目的で校則を破って高価な私物を校内に持ち込んでいる。擁子の私物を捨てたり机に落書きをするなど陰湿な嫌がらせを行っていたが自作自演で擁子を盗難犯人に仕立て上げようとするが失敗し、3か月の停学処分を受ける。
清子の母親
娘を溺愛・盲信するモンスターペアレント。娘の素行を棚に上げ、擁子の退学を校長に迫るが軽くいなされる。
裕美子
キョウコの手下で魚屋の娘。清子の停学後、擁子いじめの中心格になる。悪賢く陰険な性格で清子以上に酷いいじめを行う。
ミナト夫妻
夫人が病院に入院中に擁子と出会い、病気の母と不在の夫に代わって、身の周りの世話をしてくれたため、のちに退院後の川嶋一家に家のひと間を貸し出す。夫妻が同和地区に住んでいるため、擁子はスミコ達に部落民だと差別れる。川嶋家と交流を続け、ミナト夫人はこの本の出版当時87歳。

## 登場する場所
舞鶴港 (まいづるこう)
大陸から引き上げた人々の受け入れ窓口。治安が悪化し、強盗が多発。この舞鶴で10歳の子供が大人の男から毛布を盗んだため、殴られ・蹴られ・凍った地面に叩き付けられて殺害され、男の子の衣類を剥ぎ逃げるが逮捕される。

## 批評
米国のカーカス・レビューの書評では「日本の戦後の真実味のある描写(authentic portrayal)には興味をかりたてられる」と評された。前作については、その真実性（authenticity）を問う韓国の報道陣や韓国系アメリカ人父兄の運動がみられ、「半自伝的」（semi-autobiographical）な作品として紹介されている。パブリッシャーズ・ウィークリーの書評でも、「フィクション化された回想録」と断ったうえで、「美しいまでに直截的で、感情は誠実そのもの（赤裸々）」だと評された。
イ・ソンエ（Lee Sung-Ae）は「その主観は常にその被害者立場に言及して形成されており、.. 彼女の身の上は、日本が満州・韓国他を占領した原因や状況、その認識や責任感から隔絶されたものになっている」と評している。

## 書誌情報

### 英語版
- Yoko Kawashima Watkins (April 1994). My Brother, My Sister, and I. NY, USA: Bradbury Press. ISBN 0-02-792526-9

### 日本語版
- ヨーコ・カワシマ・ワトキンズ（朝鮮語版） 著＆監訳『続・竹林はるか遠く──兄と姉とヨーコの戦後物語』都竹恵子 翻訳、ハート出版、2015年4月27日。ISBN 978-4-89295-996-7。

### 前編
- 竹林はるか遠く-日本人少女ヨーコの戦争体験記